# Schleich (gmina)
Schleich – miejscowość i gmina w Niemczech, w kraju związkowym Nadrenia-Palatynat, w powiecie Trier-Saarburg, wchodzi w skład gminy związkowej Schweich an der Römischen Weinstraße.